# Statua di Medea

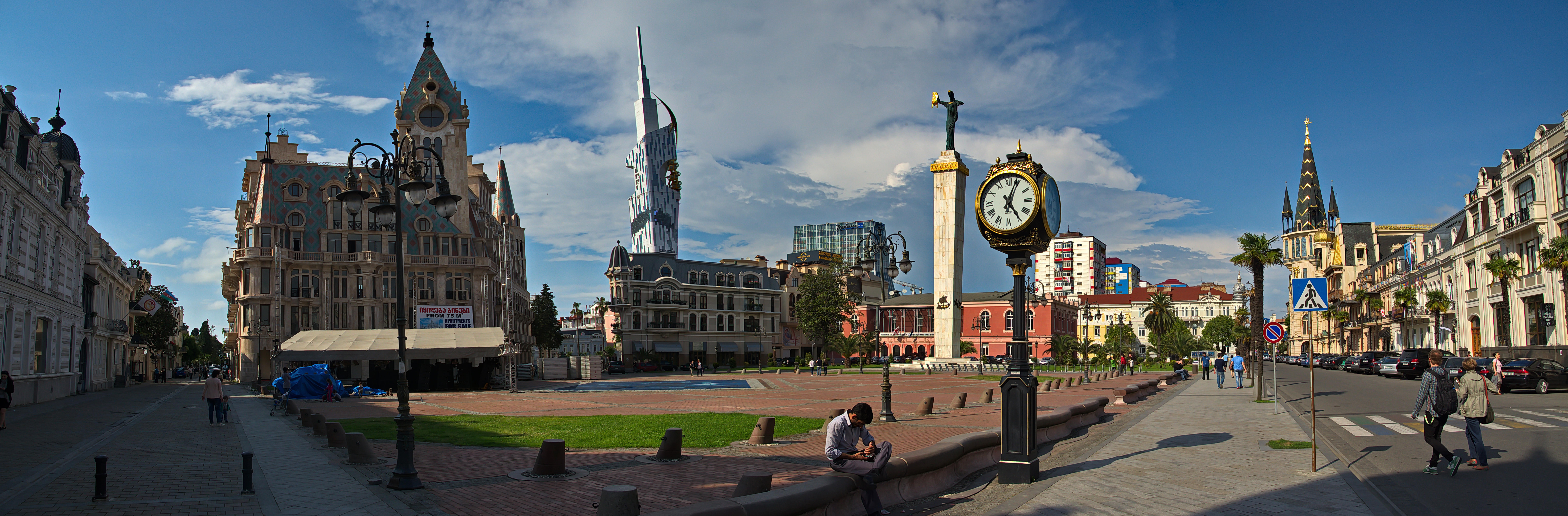
La piazza con al centro la statua di Medea

La statua di Medea (in georgiano მედეას ქანდაკება?) è un monumento di Batumi, in Georgia.
Raffigura Medea, personaggio della mitologia greca, figlia di Eete, re della Colchide. Nella mano destra tiene il vello d'oro, simbolo di prosperità. Fu realizzata nel 2007 da Davit Khmaladze, architetto georgiano attivo in Belgio, grazie ad uno stanziamento governativo di 1.230.000 lari. Secondo l'allora sindaco di Batumi, Irakli Tavartkiladze, la statua possiede un importante contenuto simbolico poiché: "Medea è il simbolo dell'integrazione delle culture georgiana ed europea". Fu inaugurata ufficialmente il 6 luglio 2007, alla presenza del presidente della Georgia Mikheil Saak'ashvili.